# Obszar Chroniony Annapurny
Obszar Chroniony Annapurny (ang. Annapurna Conservation Area Project – ACAP) – największy chroniony obszar przyrody w Nepalu w rejonie masywu Annapurny, założony w 1986 przez króla Mahendrę w ramach projektu King Mahendra Trust for Nature Conservation (KMTNC).
Obszar rezerwatu jest niezwykle zróżnicowany zarówno biologiczne, jak i etnicznie, co czyni go jednym z najbardziej popularnych miejsc turystycznych Nepalu, przyciągających ponad 60% z całkowitej liczby odwiedzających kraj miłośników turystyki górskiej.

## Popularne szlaki w rejonie ACAP

### Annapurna Base Camp

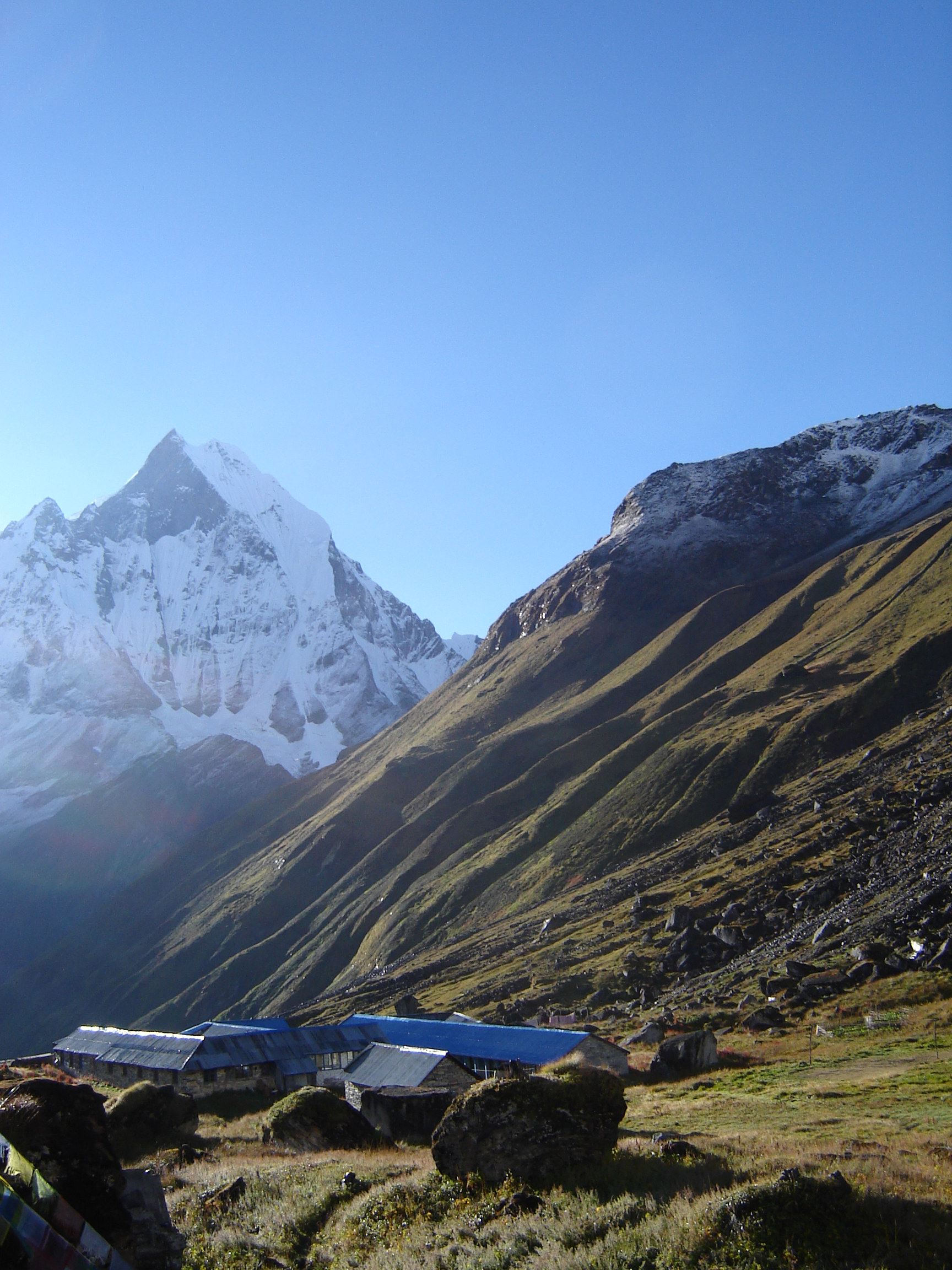
A.B.C

Szlak prowadzi do bazy u stóp południowego zbocza Annapurny. Jest dobrze przygotowany turystycznie, a poszczególne schroniska nie są od siebie odległe o więcej niż 1-2 godz. marszu.
W istocie wspólny odcinek szlaku rozpoczyna się w miejscowości Chomrong, do której można dotrzeć na co najmniej trzy sposoby:
1. z Pokhary autobusem bądź taksówką do miejscowości Phedi, dalej pieszo przez miejscowości Dhampus, Tolka, Landruk, Jhinu Danda do Chomrongu;
2. z Pokhary autobusem bądź taksówką do miejscowości Naypul, dalej przez Birethanti, Syauli Bazaar, Ghandruk bądź Jhinu Danda do Chomrongu;
3. kończąc szlak wokół masywu Annapurny i odbijając w Ghorepani na wschód do Chomrongu.

Niezależnie od wyboru trasy początkowej, szlaki do Chomnrongu prowadzą wśród pól ryżowych i zamieszkanych dolin podnóża Annapurny, pokrytych gęsta siecią ścieżek zarówno turystycznych, jak i tych znanych tylko mieszkańcom regionu, zasadniczo na wysokościach od 1000 – 2000 m n.p.m. W porze deszczowej (czerwiec-wrzesień) w niektórych rejonach pewną niedogodnością dla trekkerów mogą być pijawki.
Z Chomnrongu szlak prowadzi w dół, do mostu na rzece Modi Khola i dalej w górę przez Sinuwa, Bamboo Lodge (2335 m), Himalaya, Deurali (3230 m) do bazy u stóp Machapuchare (3720 m), z której do bazy A.B.C. (4095 m) pod Annapurną jest już tylko do 2 godz. marszu.

### Annapurna Circuit – szlak wokół masywu Annapurny
Szlak dookoła Annapurny jest niezwykle widowiskowym obejściem masywu szczytów Annapurny, zwykle jest przechodzony przeciwnie do ruchu wskazówek zegara z powodu łatwiejszego podejścia na przełęcz Thorung La (5416 m n.p.m.) stanowiącej najwyższy, kulminacyjny, punkt trekkingu.
Cała trasa jest atrakcyjna widokowo i umożliwia obcowanie tak ze zmieniającą się wraz z wysokością przyrodą jak i kulturą buddyjską żyjących w tym regionie etnicznych społeczności Gurung, Manaaggi, Thakali oraz tybetańskich uchodźców.
Największe atrakcje trekkingu to widoki na szczyty Mansalu, Annapurny, Dhaulagiri, zdobycie przełęczy Thorung La, zwiedzanie świętego w kulturze hinduistycznej miasteczka Muktinath (miejsce licznych pielgrzymek) oraz powrót jednym z najgłębszych na świecie wąwozem rzeki Kali Gandaki.
Początkowo przejście całej trasy zajmowało około 21-23 dni, obecnie szlak wyraźnie się skraca z powodu budowania dróg umożliwiających rozpoczęcie szlaku już niemal w Syange (1140 m n.p.m.) i ułatwienia komunikacyjne po przejściu przełęczy. Obecnie można już wrócić jeepem i autobusem bezpośrednio z Muktinath do Pokhary w ciągu 1-2 dni, co umożliwia zrealizowanie trekkingu w ciągu 12-14 dni.